# Alan Noble
Alan Henry Noble (Loughborough, Leicestershire, 9 de febrer de 1885 – Chatswood, Nova Gal·les del Sud, Austràlia, 20 de novembre de 1952) va ser un jugador d'hoquei sobre herba anglès que va competir a principis del segle xx.
El 1908 va prendre part en els Jocs Olímpics de Londres, on va guanyar la medalla d'or en la competició d'hoquei sobre herbal, com a membre de l'equip anglès.